# Хохостервиц (замак)
Замак Хохостервиц сматра се једним од најимпресивнијих аустријских средњовековних двораца. Тврђава је изграђена на врху 160 метара високе доломитне стене у Карантанији (Корушкој), у близини града Санкт Фајта, и уздиже се над околном равницом. Замак представља једну од знаменитости ове државе и може се видети и на удаљености од 30 километара при ведром дану. Хохостервиц дворац се налази на висини од 664 метара.

## Историја замка
Замак је саграђен око 860. године, кад је Аустрија била марка, односно погранично подручје. Први пут се помиње у делима која је издао Лудвиг II Немачки, краљ Источне Франачке, када даје неку своју имовину у кнежевини Карантанији надбискупији Салцбург. Тада је именован као “Астарвиза”. Ово име било је словенског порекла. У 11. веку надбискуп Гебхард од Салцбурга уступио је замак војводини Корушкој у замену за њихову подршку током инвеститурних полемика. Војводство Спонхајм поклонило је феуд породици Остервиц, која је постала власник дворца 1209. године. Тврђава је била бедем Светог римског царства, јер је имала поглед на панонске земље које су широм биле отворене за освајаче, од Авара и Словена, до Мађара. Њени дворани, Остервицери, били су будни стражари тих угрожених граничних подручја па им је Ото IV 1219. године дао титулу Великих краљевских пехарника. Храбро су бранили марку све до 1475, када су стигли последњи освајачи из Азије, Турци, и у изненадном и разарајућем нападу савладали тврђаву. Заробили су последњег Остервицера који је умро у тамници. Његовом смрћу угасила се и породица Остервицера, па је тврђава припала цару Фридриху III (1440-1493) који му је и био доделио гарнизон да храбро одбија нападе Турака. Један век касније, Фердинанд I (1558-1564) поверио је утврђење способном вођи Кристоферу Кевенхилеру, заповеднику Карантаније. На крају га је купио његов син Георг и од њега направио главно породично имање. Да би га заштитио од све веће турске претње још више га је утврдио. Пошто је турски султан освојио Мађарску, изгледало је да намерава да покори и Аустрију.
Данас су у одајама дворца колекције слика, праисторијских предмета, оружја и оклопа, укључујући и групу оклопа виших од два и по метра. По легенди, за време опсаде неки дворанин, који је на себи имао један од ових огромних оклопа, уплашио је Турке и натерао их у бекство, рекавши да је он најнижи међу својим друговима.

### Одбрамбене капије
Георг Кевенхилер, високи племић, разуман доброчинитељ и вешт војник, претворио је Хохостервиц у оно што је данас - у раскошно боравиште у италијанском духу, истовремено се трудећи да тврђаву учини неосвојивом. Појачао је одбрану изградивши четрнаест утврђених капија да учини непробојним прилазни пут који вијуга горе према планини. Овај план, јединствен у историји архитектуре замкова, мало је ремек-дело архитектонског маниризма. Радови су били завршени петнаест година касније, 1586. године. Барон Георг био је толико поносан на оно што је створио да је на један од зидова у дворишту замка поставио мермерну плочу; пожелео је да његови потомци заувек задрже Хохостервиц и одржавају га са истом оном стражћу с којом се он посветио свом остварењу. Жеља му се испунила: замак није мењао власника и дан-данас кључеве ове грађевине држи у свом поседу и преноси их с колена на колено породица Кевенхилер.
Капије су биле, за то време, технолошки и архитектонски софистициране, тако да је освајач морао да осваја капију по капију, док је за то време био нападан са свих страна. Свака капија има своје име: Заставничка, Стражарска, Морепловачка, Анђеоска, Лавља, Војничка, Кевенхилерова, Пејзажна, Путничка, Оружарска Зидарска, Ћупријска, Црквена. Капије представљају прави славолук који симболизује славу Хохостервица као неосвојивог утврђења.

#### 1. Заставничка капија
Заставничка капија (Fähnrichtor, 1575) добила је име по заставницима. Два су приказана на (данас обновљеним) фрескама на спољашњој фасади како држе заставу с бојама које симболишу породицу Кевенхилер и државу. Изнад капије, на своду, је рељеф на коме се налази Исус са јагњем и заставом. Сиви камени рељеф у предњем десном углу приказује бисту Марије Кривоусте (1318-1369), војвоткиње од Тирола, о којој постоји и легенда. Легенда каже да је, пошто је замак био дуго опкољен, изгладњивала станаре замка. Међутим, постоји објашњење за то: она је клала последње волове и то гомилале са кукурузом. Онда су храну бацили ван зидина да би показали окупаторима да имају огромне залихе хране. Због ових трикова непријатељска војска се повукла. Легенду је први забележио Јакоб Анрест у својим делима, која су касније преузели бројни аутори, Јакоб Грим, Пол Вацлавик и други. 

#### 2. Стражарска капија
Стражарска капија (Wächtertor, 1577) има на улазном порталу натпис: „Бог те благословио, господине, и ову кућу због светог имена!“

#### 3. Морепловачка капија
Ова капија (Nautor, 1583) била је изграђена после друге и четврте капије. Служила је мање-више као баријера пред четвром капијом.

#### 4. Анђеоска капија
Анђеоска капија (Engelstor, реновирана 1577, а потиче из ранијих периода) има повољан стратешки положај јер се испод ње налази клисура, а изнад ње стена са брда. Пред капијом је покретни мост. На луку изнад капије је мермерни рељеф са анђелима. Портал је заправо подрум, а поред њега је платформа на којој је био војни полигон и складиште.

## Галерија
- 1. капија
- 2. капија
- 3. капија
- 4. капија
- 5. капија
- 6. капија
- 7. капија
- 8. капија
- 9. капија
- 10. капија
- 11. капија
- 12. капија
- 13. капија
- Поглед на замак